# Броневський Володимир Богданович
Броневський Володимир Богданович (1782, за ін. даними, 1784 або 1786–19(07).04.1835) — військовий моряк, педагог, письменник, історик. Член Російської АН і Товариства історії та старожитностей при Московському університеті (1829). Народився в с. Астахово Більовського повіту Тульської губернії у дворянській родині. Навчався в Морському кадетському корпусі (1794—1802), випущений мічманом. Був у походах на Балтиці та Середземномор'ї, 1807 у зіткненні з турецьким десантом дістав поранення. Від 1810 — лейтенант. 1812 редагував місячник «Санкт-Петербургский вестник», від того ж року командував невеликими кораблями Чорноморського флоту. Звільнений через недугу в чині капітан-лейтенанта (1816). У Санкт-Петербурзі протягом 1818–19 опублікував 4-томні «Записки морского офицера в продолжении кампании на Средиземном море под начальством вице-адмирала Дмитрия Николаевича Сенявина от 1805 по 1810 год».
Від 1819 — інспектор тульського дворянського училища, від 1822 — підполковник, од 1826 — полковник. 1828 переїхав до С.-Петербурга на службу пом. дир. Пажеського корпусу. 1832 пішов у відставку в чині генерал-майора. 1821 в петербурзькому часописі «Соревнователь просвещения и благотворения» умістив «Описание южного берега Крымского полуострова в 1815 г.». Від 1822 — почесний член Вільного товариства шанувальників російської словесності. 1824 виступив із доповіддю «Описание Карпатских Альп». 1825–26 у Москві видав 2-томник «Письма морского офицера, служащие дополнением к Запискам морского офицера», 1828 — «Путешествие от Триеста до Санкт-Петербурга в 1810 г.».
1830 надрукував опис Наваринської битви 1827 в спільній з Фадеєм Булгариним книзі «Картина войны России с Турциею в царствование императора Николая I»), 1833–34 чотиритомник «История Донского войска, описание Донской земли и Кавказских минеральных вод». Співробітничав із Адольфом Плюшаром у підготовці статей морської тематики для «Энциклопедического лексикона».
Помер у м. С.-Петербург.